# Jesper Mikkelsen
Jesper Mikkelsen (født 26. juni 1980) er en dansk tidligere fodboldspiller og nuværende træner, der er træner for Silkeborg IF
's U/19 Ligahold. Hans sidste klub var superligaklubben Silkeborg IF, som han skiftede til fra Troyes AC i foråret 2010.
Jesper Mikkelsen debuterede for FC Midtjylland i 2000, og var ved skiftet til EfB den spiller i FC Midtjylland med flest førsteholdskampe. Han er noteret for 227 førsteholdskampe for FC Midtjylland og 22 scoringer. I løbet af sin kun halve sæson i EfB spillede han 16 kampe og scorede 2 mål.
Jesper benyttedes ofte som frisparksskytte.
Jesper Mikkelsen har spillet i Skive og Holstebro, Ikast FS, FC Midtjylland, Esbjerg fB og Troyes AC.
Han sluttede sin aktive karriere i februar 2015 i en alder af 34 år grundet skader, hvorefter han blev træner for klubbens U/17-hold.
I 2019 blev han forfremmet til U/19-træner i Silkeborg IF efter, at han i sæsonen 2018/19, med en lovende spillertrup, formåede at opnå 2 sølvmedaljer i henholdsvis U17-ligaen og U17-pokalen Jylland. I sin første sæson som U/19-træner vandt han den jydske U/19 pokalturnering  